# 禧佛
禧佛（穆麟德轉寫：hife），满洲正蓝旗人，清朝官员、清朝刑部尚書。
康熙二十二年八月任川陝總督。康熙二十五年九月乙未，接替諾敏，擔任清朝刑部尚書，后革。由佛倫接任。

## 家庭
- 孙儿常青 (清朝)，閩浙總督、禮部尚書。